# Lichtoperator
De lichtoperator is de persoon die de lichttafel programmeert en bedient tijdens een theatervoorstelling. Zijn of haar taak is het uitvoeren van het lichtontwerp en het beeld van de regisseur of lichtontwerper vertalen naar scènes en chases die de sfeer het beste kunnen uitdrukken. Hierbij gebruikt de operator de lichttafel als middel om de verschillende armaturen (doorgaans ook wel fixtures genoemd) te bedienen. 
Bij kleinere producties kan een lichtontwerper ook zelf de lichtoperator zijn. Dit gebeurt ook vaak bij toerende muziekshows en in de kleinere muziek entertainment wereld. 